# Królowa Margot (film 1994)
Królowa Margot (fr. La Reine Margot) – francusko-włosko-niemiecki dramat historyczno-kostiumowy z 1994 roku w reżyserii Patrice'a Chéreau. Scenariusz powstał na podstawie powieści pod tym samym tytułem z 1845 roku autorstwa Aleksandra Dumasa (ojca).
Zdjęcia kręcono w Portugalii (pałac w Mafrze) oraz we Francji (m.in. Saint-Quentin w departamencie Aisne, zamek de Maulnes w Cruzy-le-Châtel w departamencie Yonne, Compiègne, Senlis i Bordeaux).

## Obsada
- Isabelle Adjani - Małgorzata de Valois, Królowa Margot
- Daniel Auteuil - Henryk z Nawarry, przyszły Henryk IV Burbon
- Jean-Hugues Anglade - Karol IX Walezjusz
- Vincent Pérez - La Môle
- Virna Lisi - Katarzyna Medycejska
- Dominique Blanc - Henrietta de Nevers
- Pascal Greggory - książę Andegawenii, przyszły Henryk III Walezy
- Claudio Amendola - Coconnas
- Miguel Bosé - Henryk, książę Guise
- Asia Argento - Charlotte de Sauve
- Julien Rassam - Franciszek, książę Alençon
- Jean-Claude Brialy - Admirał de Coligny
- Jean-Philippe Écoffey - Henryk, książę Condé
- Thomas Kretschmann - Nançay
- Bruno Todeschini - Armagnac
- Laure Marsac - Antoinette
- Michelle Marquais - niania Karola IX
- Bernard Verley - Kardynał de Burbon
- Albano Guaetta - Orthon

## Nagrody
- 47. MFF w Cannes: Nagroda Jury
- Cezary:
  - Najlepsza aktorka - Isabelle Adjani
  - Najlepszy aktor drugoplanowy - Jean-Hugues Anglade
  - Najlepsza aktorka drugoplanowa - Virna Lisi
  - Najlepsze kostiumy - Moidele Bickel
  - Najlepsze zdjęcia - Philippe Rousselot